# 인터걸
《인터 걸》(Interdevochka, Intergirl)은 스웨덴에서 제작된 피오트라 토도로브스키 감독의 1989년 드라마, 멜로/로맨스 영화이다. 옐레나 야코블레바 등이 주연으로 출연하였다.

## 출연

### 주연
- 옐레나 야코블레바
- 토마스 로스티올라

### 조연
- 아나스타샤 네몰리야예바
- 이리나 로자노바
- 발레리 크로무쉬킨
- 브세볼로드 쉴로브스키
- 라리사 말레바나야
- 리우보브 폴리슈커크
- 잉게보르가 다프쿠나이트